# Ratusz w Lidzbarku Warmińskim
Ratusz w Lidzbarku Warmińskim – ratusz w Lidzbarku Warmińskim, w województwie warmińsko-mazurskim. Była siedziba władzy miejskiej, znajduje się przy ul. Ratuszowej.

## Opis
Ratusz powstał na przełomie XIX i XX wieku. Wybudowany z czerwonej cegły, pokryty jest dwuspadowym dachem. Podobnie jak inne eklektyczne ratusze charakteryzuje się bogatym wystrojem elewacji, szczególnie widocznym w części frontowej. Wybudowany na planie litery "L", wyróżnia się dużym neogotyckim wykuszem, położonym w narożniku budowli. Podwieszony na dużym wsporniku wykusz, zakończony zębatą blankowatą attyką pokryty jest blaszanym namiotowym hełmem z iglicą na szczycie. Od ulicy Ratuszowej wyróżnia się trójkątny szczyt przedzielony symetrycznie blendami i lizenami, zakończony czworokątnymi fialami. Wejście do budowli prowadzi przez portyk wgłębny zamknięty półkoliście, tak jak wielkie parterowe okna.